# Michal Španovský z Lisova
Michal Španovský z Lisova († pravděpodobně těsně po 1597 nebo 26. ledna 1601) byl český šlechtic z rytířského rodu Španovských z Lisova. Zastával zemské úřady, dvacet let byl nejvyšším zemským písařem Českého království. Byl jednou z vůdčích osobností českých novoutrakvistů, podporoval vznik České konfese. Byl také významným mecenášem předbělohorské doby.

## Život a kariéra

### Původ a mládí
Michal Španovský pocházel z rytířské rodiny, která se jmenovala podle vesnic Spáňov a Lisov a která byla v polovině 16. století usedlá na Pacovsku. Jeho otec Oldřich Španovský z Lisova († 1553) zastával v letech 1546–1547 úřad hejtmana Bechyňského kraje spolu s Jáchymem z Hradce (1526–1565), jeho matkou byla Mandaléna z Ejcinku (Magdaléna z Eincingu). Michalův starší bratr Jan doprovázel Viléma z Rožmberka (1535–1592) na kavalírské cestě do Itálie v letech 1551–1552. I Michal vstoupil v první polovině 50. let 16. století do Vilémových dvořanských služeb. Cílem výchovy bylo ovládnout základy dvorského chování a společenského tance, naučit se cizí jazyky, nechybělo ani střílení do terče, šerm, jízda na koni, míčové hry a případně ani hra na hudební nástroje. Viléma z Rožmberka doprovázel na nejrůznější slavnosti a získával své první politické a společenské zkušenosti. Zúčastnil se například svatby Zachariáše z Hradce (1527–1589) s Kateřinou z Valdštejna († 1571) 15. ledna 1553 v Polné anebo svatby Vilémovy sestry Alžběty z Rožmberka (1532–1576) s Jindřichem ze Švamberka († 1574) 7. února 1554 v Českém Krumlově. Ve sporu mezi Vilémem z Rožmberka a knížaty z Plavna o čestné postavení Rožmberků v české stavovské obci v polovině 50. let 16. století stál samozřejmě na straně svého podporovatele.

### Zemské úřady
Jako příslušník rytířského stavu se již od roku 1560 uvádí jako přísedící menšího zemského soudu a člen královské rady. Kariérní vzestup v nejvyšších sférách zemské správy v mladém věku vycházel z jeho osobních schopností, nepochybnou roli ale sehrála také podpora mocného patrona Viléma z Rožmberka. V letech 1570–1575 zastával úřad podkomořího králové v Čechách. V letech 1576–1596 (nebo 1597), tedy po dobu dvaceti let, působil jako nejvyšší zemský písař. Z titulu úřadu byl také přísedícím většího zemského soudu. Působil za rytířský stav také u komorního a dvorského soudu. Bydlel tehdy poblíž kláštera sv. Jiří na Pražském hradě v domě, který byl určen k využívání nejvyšším písařem.
Jako nejvyšší zemský písař nesl při pohřbu císaře Maxmiliána II. dne 22. března 1577, tedy až pět měsíců po panovníkově skonu, ve smutečním průvodu korunovační žezlo. Přímo před rakví nesli nejvyšší zemští úředníci české korunovační klenoty, které byly přivezeny z Karlštejna. Dopraveny byly i korunovační klenoty uherské a říšské. Průvod se vydal z kostela svatého Jakuba na Starém Městě pražském přes Karlův most, Malou Stranu k Hradčanům a k Pražskému hradu, na Staroměstském náměstí však při rozhazování pamětních mincí lidu propukla panika. Snad se jim připomněla Bartolomějská noc, protestanti se obávali útoků katolíků a katolíci se báli vraždění ze strany protestantů. Michal Španovský schoval žezlo pod kabát a ukryl se v jednom z blízkých domů. K císaři Rudolfu II. se připojil teprve tehdy, až se zmatek utišil.
Byl v písemném kontaktu s nejvyšším kancléřem Vratislavem II. z Pernštejna (1530–1582), do jeho sídla v Litomyšli mu posílal obšírné listy s různými informacemi z Prahy. Podobné dopisy zasílal i Vilémovi z Rožmberka. V polovině 70. let 16. století se stal spolu s karlštejnským purkrabím Janem starším Vchynským z Vchynic (1536–1590) hlavní oporou vládní politiky Viléma z Rožmberka. Jihočeského velmože několikrát doprovázel na cestách po Čechách i do zahraničí.

### Zápas o Českou konfesi
Jako novoutrakvista se snažil prosadit Českou konfesi, aktivně vystupoval jako zprostředkovatel jednání jednostlivých stran. Text společného vyznání víry, které vycházelo z domácí husitské tradice, z učení jednoty bratrské i z luteránství, vytvářela komise od března do května 1575. Mluvčím novoutrakvistů, jejichž náboženství se překrývalo s luteránstvím a také vzdávalo úctu Husově památce, byl Bohuslav Felix Hasištejnský z Lobkowicz (1517–1583). Jeho cílem byly náboženské poměry na základě augšpurské konfese německých luteránů z roku 1530. Staroutrakvisty vedl Jan mladší z Waldsteinu († 1576), který požadoval návrat ke stavu české kališnické církve. Českou konfesi projednával zemský sněm v roce 1575. Císař Maxmilián II. s Českou konfesi slíbil ústně, ale kvůli odporu katolíků a staroutrakvistů ji odmítl podepsat. V říjnu 1575 dokonce zakázal její tisk. Michal Španovský se také zasloužil o politická jednání o reformě dolní konzistoře, ale novoutrakvistům se ji nepodařilo ovládnout.
Na konci života byl duševně nemocný, o posledních měsících jeho života se nedochovalo mnoho zpráv.

## Majetek

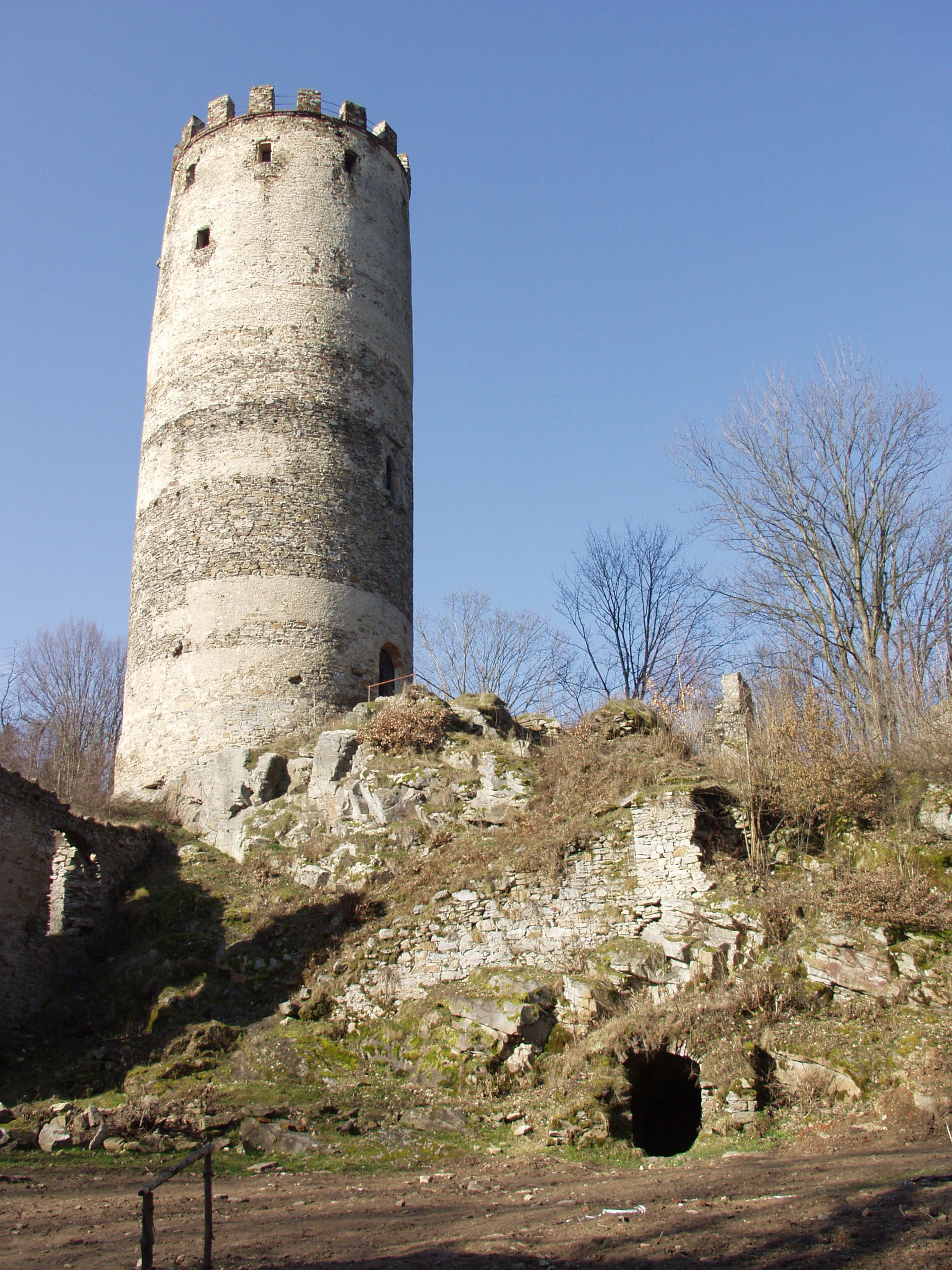
Hrad Šelmberk

Jako mladý vlastnil do roku 1554 ves Zahrádku. Po otci zdědil spolu s bratry rodové sídlo Španovských v Pacově, tam také sídlil. V roce 1584 koupil polovinu Pacova od Anny z Tovaru, vdově po bratru Janovi Španovskému z Lisova, která spravovala majetek za nezletilé syny Oldřicha a Ludvíka. Toho roku už byl jediným vlastníkem pacovského panství. Za něho byla pravděpodobně pacovská tvrz přestavěna na renesanční zámek.
V roce 1579 přikoupil zboží Mladou Vožici s hradem Šelmberkem, který asi na konci 16. století nechal přestavět, a polovinu Přeštic. Ve Vožici vystavěl kostel. K hradu Šelmberk, který možná koupil až v roce 1586 od Karla Mrackého z Dubé, patřil dvůr, pivovar a vesnice Bělčí, Elbančice, Bzová a Staniměřice. V roce 1581 koupil Bukovou a Noskov. Od roku 1584 vlastnil také dvůr Dolní Hrachovice. V roce 1593 bylo Španovskému převedeno do zástavní držby zadluženým Petrem Vokem z Rožmberka (1539–1611) panství Miličín. Vlastnictví bylo ovšem zpochybňováno, protože Španovský pravidelně nesplácel sjednané částky. Na spory obou feudálů dopláceli poddaní.
Také v okolí Prahy vlastnil několik vesnic.

## Rodina
V masopustní neděli 16. února 1556 se oženil na zámku v Jindřichově Hradci s Annou Švihovskou, dcerou Půty (Jana Půty) Švihovského z Rýzmberka († po 1561) a jeho manželky Evy Řepické ze Sudoměře. Svatbu vystrojil majitel tamějšího panství nejvyšší kancléř Jáchym z Hradce. Manželka často churavěla. Narodili se jim synové Erich, Jan, Mikuláš, Jáchym (mladší) a dcera Kateřina.
Kmotrem nejstaršího syna Ericha se stal Jindřich ze Švamberka na Zvíkově a Vilém z Rožmberka. Erich se v polovině 70. let 16. století zapsal na Karlově univerzitě v Praze. Byl také literárně činný. Bez vědomí otce se však tajně v létě roku 1585 oženil s dcerou pražského měšťana Matyáše Pekárka, která již byl v pokročilém stupni těhotenství. Obřad vykonal říčanský kněz Jan, kterého Pekárek podplatil. Erich se odstěhoval k Pekárkům do domu na Novém Městě pražském. Aféra se provalila až v září 1585, když byl s pomocí nejvyššího kancléře Adama II. z Hradce (1549–1596) nezvěstný syn nalezen. Špinavého a zanedbaného Ericha odvezli do Pacova. Michal Španovský obvinil Pekárka a jeho dceru z veřejného poškození dobrého jména Španovských. Pekárek byl zatčen a jeho dcera následkem hrubého zacházení potratila. Michal Španovský žádal nejvyššího purkrabího Viléma z Rožmberka o potrestání Pekárka i říčanského kněze, protože pár oddal bez otcovského požehnání. Syna uvěznil a vydědil. Erich nakonec utekl z Pacova s manželkou Ludmilou na Moravu. Nějaký Erich Španovský byl však v roce 1588 pochován v Pacově.
| „                            | [1585] Erich, syn pana Michala Španovského z Lisova, jenž tehdáž byl nejvyšším zemským písařem, dán od téhož pana otce svého do vězení, že zamilovav jednu městskou pannu, dceru Matyáše Pekárka, ji k manželství proti vůli pana otce svého pojiti chtěl; ale syn, pomoha sobě z toho vězení a vzav svou milou, do Moravy spolu ujeli a v stav manželský vstoupili a se oddati dali. | “ |
| — Mikuláš Daczický z Heslowa | |   |

Další synové Jan a Mikuláš zastupovali otce v době jeho nemoci a prodali v roce 1597 Krasavce a o rok později polovici Přeštic. Jan († asi 1598) byl c. k. panatýrem (jídlonošem). Mikuláš a Jáchym prodali v roce 1600 Miličín a o rok později horské vesnice u Smilkova. Mikuláš († asi 1617) získal díl Pacova a v roce 1604 se oženil s Annou z Doupova. Býval hejtmanem Bechyňského kraje.
Jáchym byl od roku 1595 ženat s Amálií z Puchheimu. Držel Mladou Vožici a Šelmberk, v roce 1603 je prodal nejvyššímu vojenskému zásobovatel i v Uhrách Janu Bernardu Fünfkircherovi z Fünfkircha. Po Ester Vchynské z Těmic zdědil v roce 1600 statky Vitanovice a Těmice, ale také je prodal.
Dcera Kateřina, která se připomíná k roku 1605, se provdala za Jindřicha Konráda Vencelíka z Vrchovišť.

## Mecenáš
Michal Španovský patřil k významným mecenášům humanistické literatury v předbělohorských Čechách. Scházel se s učenci, ke kterým patřil lužický historik a latinsky píšící básník Kryštof Manlius, luteránský teolog Jan Hedericus nebo Tomáš Mitis, který provozoval knihkupectví a nakladatelství v Karolinu. Finančně se podílel na vydání více než deseti knih s náboženskou a právnickou tematikou. Podpořil vydání knižních titulů spisovatele, překladatele, historika a právníka Jana Kocína z Kocinétu (1543–1610) a právníka Pavla Kristiána z Koldína (1530–1589). Vycházely v pražských tiskárnách Jiřího Nygrýna, Jana staršího Šumana a Jiřího Jakuba Dačického.
V roce 1583 nechal na své náklady vytisknout druhé vydání České konfese, které opatřil svým erbem.